# Dariusz Wieczorek (biegacz)
Dariusz Wieczorek (ur. 14 stycznia 1969) – polski biegacz długodystansowy, zawodnik klubu CWKS Legia Warszawa.
Trzykrotny medalista Mistrzostw Polski w maratonie:
- Wrocław 1992, 2:17:40, 3. miejsce
- Wrocław 1999, 2:17:04, 3. miejsce
- Warszawa 2000, 2:21:10, 3. miejsce

Żołnierz Wojska Polskiego w latach 1990–1995, 1999-2000 w CWKS Legia Warszawa i Zespole Sportowym, w stopniu chorążego.
Posiada uprawnienia Instruktora Sportu o specjalności lekkiej atletyki oraz uprawnienia sędziowskie Polskiego Związku Lekkiej Atletyki.
Od 2007 roku trener pięcioboistów nowoczesnych w klubie UKS Żoliborz. Zawodnicy zdobywali medale mistrzostw Europy i świata, wśród nich Anna Maliszewska, która uczestniczyła w Igrzyskach Olimpijskich w Rio de Janeiro (2016).

## Rekordy życiowe
| Konkurencja           | Rezultat | Data                 | Miejsce        |
| --------------------- | -------- | -------------------- | -------------- |
| Bieg na 1500 metrów   | 3:57,25  | 20 sierpnia 1988     | Warszawa       |
| Bieg na 3000 metrów   | 8:27,48  | 3 września 1988      | Warszawa       |
| Bieg na 5000 metrów   | 14.25,38 | 17 września 1995     | Wrocław        |
| Bieg na 10000 metrów  | 29:35,50 | 31 maja 1997         | Sopot          |
| Bieg na 10 kilometrów | 29:53    | 9 kwietnia 2000      | Korschenbroich |
| Bieg na 15 kilometrów | 44:42    | 19 października 1997 | Człuchów       |
| Bieg na 20 kilometrów | 1:02:07  | 15 sierpnia 1995     | Radzymin       |
| Półmaraton            | 1:04:41  | 8 czerwca 1997       | Otwock         |
| Maraton               | 2:17:04  | 25 kwietnia 1999     | Wrocław        |

### Rekordy życiowe w kategoriach do 20 lat
| Konkurencja         | U16 (młodzicy) | U18 (juniorzy młodsi) | U20 (juniorzy) |
| ------------------- | -------------- | --------------------- | -------------- |
| Bieg na 800 metrów  | 2:08,25        | 2:01,23               | 2:01,14        |
| Bieg na 1000 metrów | 2:48,1         | 2:41,02               | 2:36,58        |
| Bieg na 1500 metrów | 4:23,85        | 4:04,84               | 3:57,25        |
| Bieg na 3000 metrów | 9:14,48        | 8:52,32               | 8:27,48        |
| Bieg na 5000 metrów | –              | 15:28,21              | 14:47,45       |

## Wyniki w biegach masowych

### Bieg Chomiczówki
Siedmiokrotny zwycięzca warszawskiego Biegu Chomiczówki w latach:
- IX (1992) 43:29 (13,2 km)
- X (1993) 44:07 (13,2 km)
- XIV (1997) 47:08 (15 km)
- XVI (1999) 45:28 (15 km)
- XVII (2000) 47:11 (15 km)
- XVII (2000) 47:11 (15 km)
- XIX (2001) 45:57 (15 km)
- XIX (2002) 47:21 (15 km)

### Bieg Cud Nad Wisłą
Bieg na atestowanej trasie 20 kilometrów rozgrywany w Święto Wojska Polskiego 15 sierpnia:
- IV (1995) 1:02:07, 1. miejsce
- V (1996) 1:04:13, 5. miejsce
- VII (1997) 1:05:45, 2. miejsce

### Półmaraton Wiązowski
- XIV (1994) 1:06:56, 1. miejsce
- XV (1995) 1:05:45, 2. miejsce
- XIX (1999) 1:05:43, 1. miejsce
- XX (2000) 1:05:33, 4. miejsce

### Wrocław Maraton
- IX (1992) 2:17:40, 3. miejsce
- X (1993) 2:22:44, 6. miejsce
- XII (1995) 2:18:28, 5. miejsce
- XIII (1996) 2:19:56, 9. miejsce
- XVI (1999) 2:17:04, 3. miejsce

### Maraton Warszawski
- XIII (1991) 2:20:50, 3. miejsce (debiut maratoński)
- XV (1993) 2:27:41, 7. miejsce
- XVI (1994) 2:20:03, 5. miejsce
- XVII (1995) 2:17:57, 4. miejsce
- XXII (2000) 2:21:10, 3. miejsce

### Maraton Odrzański
- XI (1996) 2:19:58, 1. miejsce

### Medale wkategorii masters
Złoty medal Halowych Mistrzostw Świata Masters (Toruń 2019) w klasyfikacji drużynowej w półmaratonie w kategorii M50 Toruń, 30 marca 2019. Skład: Piotr Pobłocki (1:12:50), Krzysztof Cieślak (1:16:28), Dariusz Wieczorek (1:18:56), łącznie: 3:48:10.
Złoty medal Mistrzostw Polski Masters w biegu na 5 kilometrów w kategorii M50 – Warszawa, 15 czerwca 2019. Czas: 17:15.
Srebrny medal Mistrzostw Polski Masters w półmaratonie w kategorii M45 – Murowana Goślina, 4 czerwca 2017. Czas: 1:16:15.